# 20-й танковый корпус (СССР)
20-й танковый Звенигородский корпус (сокр. 20 тк) — оперативно-тактическое формирование (соединение, танковый корпус) бронетанковых и механизированных войск РККА, принимавшее участие в Великой Отечественной войне.
В составе действующей Красной Армии и Флота в период:
- с 24 декабря 1942 по 09 сентября 1944 года;
- с 23 марта по 11 мая 1945 года.

## Боевой путь
24.12.1942 г. Подписана Директива Генерального Штаба РККА № 991215 о сформировании 20-го танкового корпуса.
28.12.1942 г. Начало формирования Управления 20-го танкового корпуса в Оперативной группе резервных войск Брянского фронта. Место формирования — Кобылинские леса под городом Чернь Тульской области.
3.01.1943 г. корпус вошёл в состав войск 3-й армии Брянского фронта.
9.02 — 23.03.1943 г. Части и подразделения принимали участие в Орловской наступательной операции (село Городище Мценского района Орловской области).
5.05 — 7.07.1943 г. 20 тк, выведенный в резерв Ставки ВГК, находился на переформировании в Тульских Танковых Военных лагерях.
8.07.1943 г. 20-й танковый корпус вошёл в состав войск 61-й армии Брянского фронта.
11.07 — 6.08.1943 г. Части и подразделения корпуса приняли участие в Орловской стратегической наступательной операции «Кутузов».
7.08 — 31.08.1943 г. 20-й танковый корпус, выведенный в резерв Ставки ВГК, находился на переформировании в Тульских Танковых Военных лагерях.
1.09.1943 г. — 17.02.1944 г. Части и подразделения 20-го танкового корпуса в составе войск 44-й армии Южного фронта,5-й ударной армии 4-го Украинского фронта, 5-й гвардейской танковой армии 2-го Украинского фронта участвовали в Донбасской, Мелитопольской, Корсунь-Шевченковской наступательных операциях. Согласно журналу боевых действий на вооружении корпуса в этот период находилось несколько трофейных средних танков Т-V «Пантера» (PzKpfw V «Panther»).
3.02.1944 г. За разгром немецко-фашистских войск в районе Корсунь-Шевченковского и освобождение города Звенигородка Черкасской области Украинской ССР 20-му танковому корпусу присвоено почётное наименование «ЗВЕНИГОРОДСКИЙ».
2 марта 1944 года комкор Лазарев составил подробный доклад об участии 20 тк в крайней операции. Согласно ему, с 24 января по 17 февраля 1944 года общие потери в личном составе корпуса составили 743 человека, в том числе 249 — погибшими. Во время Корсунь-Шевченковской операции было потеряно 52 танка, из них 50 Т-34.
5.03 — 17.04.1944 г. части и подразделения 20-го танкового корпуса в составе войск 5-й гвардейской танковой армии 2-го Украинского фронта участвовали в Уманско-Ботошанской наступательной операции.
30.04.1944 г. 20-й танковый Звенигородский корпус выведен в резерв Ставки ВГК. Части и подразделения корпуса начали передислокацию под город Тульчин Винницкой области Украинской ССР.
1 — 31.03.1945 г. Части и подразделения 20-го танкового Звенигородского корпуса, находившегося в резерве войск Ставки ВГК, передислоцировались и сосредоточились в районе Раудтен — Дорнбруш (Германия).
1.04 — 11.05.1945 г. Войсками корпуса выполнялась боевая задача по уничтожению войск противника в районе города Глогау (Германия, ныне — Глогув, Польша) и ликвидации прорыва немецких войск к городу Бреслау (Германия, ныне — Вроцлав, Польша).
11.06.1945 г. 20-й танковый Звенигородский корпус вошёл в состав Северной Группы войск.
18.06.1945 г. войска корпуса вошли в состав гарнизона города Бреслау (Вроцлав).
30.06.1945 г. в связи с демобилизацией СССР 20-й танковый Звенигородский корпус был преобразован в 20-ю танковую Звенигородскую дивизию.
22 февраля 1968 г. Указом Президиума Верховного Совета СССР 20-я танковая Звенигородская дивизия была награждена орденом Красного Знамени — командир дивизии И. Л. Жебрунов.
В августе 1968 года 20-я танковая Звенигородская Краснознамённая дивизия под командованием И. Л. Жебрунова была введена на территорию ЧССР (операция «Дунай»), где выполнила все поставленные боевые задачи «по оказанию братской интернациональной помощи чехословацкому народу».
После начала вывода Северной группы войск в СССР 5 мая 1992 года 20-я танковая дивизия была передислоцирована в Киевский военный округ, г. Харьков, где её расформировали.

## Командование корпуса (период)
Командиры корпуса
- полковник Гриценко, Дмитрий Максимович (28.12.1942 — 9.02.1943)
- полковник Погосов, Артём Карпович (9.02 — 18.04.1943)
- полковник Юплин, Николай Александрович (19.04 — 25.05.1943)
- генерал-лейтенант танковых войск Лазарев, Иван Гаврилович (6.06.1943 — 30.06.1945)

Начальники штаба корпуса
- 25.12.1942 — 03.01.1943, ид Гриценко, Дмитрий Максимович, полковник
- 03.01.1943 — 07.06.1943 Гриценко, Дмитрий Максимович, полковник
- 05.01.1943 — 02.03.1943 Павлов, Андрей Михайлович, полковник, с 07.02.1943 генерал-майор т/в
- 07.06.1943 — 00.04.1944 Калиниченко, Пётр Иванович, ген.-майор т/в
- 00.04.1944 — 00.06.1945 Булгак, Николай Максимович, полковник

Заместитель командира корпуса по строевой части
Заместитель командира корпуса по технической части
- 10.06.1943 — 26.02.1944 Юркин, Николай Павлович, инженер-полковник, с 18.02.1944 ген.-майор ИТС

Заместитель командира корпуса по политической части (до 09.10.1942 — военный комиссар)
- 31.10.1943 — 19.06.1943 Григоренко, Георгий Иванович, подполковник
- 19.06.1943 — 14.07.1945 Погосов, Артем Карпович, полковник

Начальник политотдела (с июня 1943 г. он же заместитель командира по политической части)
- 28.12.1942 — 19.06.1943 Погосов, Артем Карпович, полковник

## Состав
- управление
- 80-я отдельная танковая бригада
- 155-я отдельная танковая бригада

- управление
- 8-я гвардейская танковая бригада
- 80-я отдельная танковая бригада
- 155-я отдельная танковая бригада
- 7-я гвардейская мотострелковая бригада

- управление
- 8-я гвардейская танковая Звенигородская Краснознамённая ордена Суворова бригада;
- 80-я танковая Краснознамённая бригада[4];
- 155-я танковая Звенигородская Краснознамённая бригада;
- 103-й гвардейский тяжёлый танковый Нарвский ордена Кутузова полк;
- 7-я гвардейская мотострелковая Сталинградско-Корсуньская Краснознамённая бригада;
- 252-й гвардейский самоходно-артиллерийский полк;
- 1895-й самоходно-артиллерийский полк;
- 444-й лёгкий артиллерийский Александрийский полк;
- 96-й отдельный мотоциклетный батальон;
- 291-й миномётный Краснознамённый полк;
- 406-й гвардейский миномётный дивизион реактивной артиллерии;
- 1711-й зенитный артиллерийский полк;
- 206-й отдельный сапёрный батальон;
- 710-й отдельный батальон связи;
- 219-й отдельный медико-санитарный батальон

- управление (г. Свентошув)
- 8-й гвардейский танковый Звенигородский Краснознамённый, ордена Суворова полк (г. Свентошув)

92 Т-80, 25 БМП-2, 29 БМП-1, 2 БРМ-1К, 10 БТР-60, 18 2С1 «Гвоздика», 6 2С12;
- 76-й гвардейский танковый Оршанский Краснознамённый, орденов Суворова, Кутузова и Александра Невского полк (г. Свентошув)

94 Т-80, 22 БМП-2, 30 БМП-1, 2 БРМ-1К, 2 БТР-60, 18 Д-30, 6 2С12, 20 МТ-ЛБТ;
- 155-й танковый Звенигородский Краснознамённый полк (г. Зелёна-Гура)

92 Т-80, 42 БМП-2, 12 БМП-1, 2 БРМ-1К, 2 БТР-60, 18 Д-30, 6 2С12, 20 МТ-ЛБТ;
- 144-й мотострелковый полк (д. Страхув)

31 Т-80, 49 БМП-2, 40 БМП-1, 2 БРМ-1К, 18 2С1 «Гвоздика», 12 2С12;
- 1052-й самоходный артиллерийский Краснознамённый полк (г. Свентошув)

20 Т-80, 1 БТР-60, 36 2СЗ «Акация», 18 БМ-21 «Град»;
- 459-й зенитный ракетный полк (г. Свентошув);
- 595-й отдельный ракетный дивизион, Свентошув (10 «Точка», 3 Р-145БМ)
- 27-й отдельный разведывательный батальон СпН ГРУ (г. Свентошув) (6 Т-80, 10 БМП-2, 7 БРМ-1К, 6 БТР-60, 1 Р-145БМ);
- 206-й отдельный инженерно-сапёрный батальон (г. Свентошув) (4 БТР-60, 1 ИМР-2, 2 УР-67);
- 710-й отдельный батальон связи (г. Свентошув) (19 Р-145БМ);
- 70-й отдельный ремонтно-восстановительный батальон (г. Свентошув);
- 336-я отдельная рота химической защиты (г. Свентошув);
- 219-й отдельный медицинский батальон (г. Свентошув);
- 1082-й отдельный батальон материального обеспечения (г. Свентошув);
- Отдел военной контрразведки КГБ СССР (г. Свентошув).[3]
- Итого: 315 танков, 274 БМП, 27 БТР, 108 САУ, 30 миномётов, 18 РСЗО. В 1992—93 гг. выведена в КиевВО, г. Харьков с расформированием соединения[5].

## В составе
| Дата            | Фронт (округ)            | Армия     |
| --------------- | ------------------------ | --------- |
| 01.02.1943 года | Брянский фронт           | 3-я армия |
| 01.05.1943 года | Резерв Ставки ВГК        |           |
| 01.06.1943 года | Московский военный округ |           |
| 01.08.1943 года | Брянский фронт           |           |
| 01.09.1943 года | Московский военный округ |           |
| 01.10.1943 года | Южный фронт              |           |
| 01.11.1943 года | 2-й Украинский фронт     |           |
| 01.06.1944 года | Резерв Ставки ВГК        |           |
| 01.10.1944 года | Киевский военный округ   |           |
| 01.03.1945 года | Резерв Ставки ВГК        |           |

## Награды корпуса
- «Звенигородский» — почётное наименование присвоено приказом Верховного Главнокомандующего № 030 от 13 февраля 1944 года за отличие в боях за освобождение города Звенигородка[7].

## Отличившиеся воины
- Малихов, Анатолий Наумович, гвардии майор, командир 304-го танкового батальона 8-й гвардейской танковой бригады.
- Тарасов, Николай Григорьевич, гвардии старший лейтенант, командир роты танков Т-34 303-го танкового батальона 8-й гвардейской танковой бригады.